# José Loureiro Júnior
José Loureiro Júnior (Jaú, 16 de junho de 1912 – São Paulo,  1 de abril de 1971) foi um jornalista, advogado professor e político brasileiro, filho de José Loureiro e de Julieta Roxo Loureiro. Militante integralista, foi genro de Plínio Salgado, deputado estadual, deputado federal e Secretário da Justiça e Negócios Interiores do Estado de São Paulo.

## Biografia
Concluiu os primeiros estudos em sua cidade natal, onde cursou o ensino secundário de 1926 a 1930 no Instituto Champagnat dos Irmãos Maristas de Franca (SP) e no Ginásio do Estado de Ribeirão Preto (SP). Ingressou então na Faculdade de Direito da Universidade de São Paulo. Durante seus estudos universitários, trabalhou como auxiliar de escritório e como solicitador acadêmico na cidade de São Paulo, onde também lecionou Literatura e História da Civilização no Ginásio São Bento.
Iniciou sua militância política ainda como universitário, quando participou na Revolução Constitucionalista de 1932. Durante a revolta ocorrida em julho daquele ano em São Paulo, organizou o segundo pelotão do Batalhão Ibraim Nobre. Esse movimento, que opunha as correntes políticas tradicionais paulistas às correntes tenentistas e ao governo federal que as apoiava, terminou em outubro do mesmo ano com a vitória das forças legalistas.
Em outubro de 1932, como integrante do grupo da faculdade de direito, ingressou na Ação Integralista Brasileira (AIB), fundada em São Paulo naquele mesmo mês, chegando a se tornar um dos mais importantes colaboradores do Chefe Nacional do movimento, Plínio Salgado. Em dezembro de 1933, acompanhou Gustavo Barroso e Miguel Reale - líderes da AIB - em viagem ao Nordeste, e em fevereiro do ano seguinte participou do do I Congresso Integralista, realizado em Vitória, enquanto ocupava o cargo de Secretário Provincial do núcleo paulista da AIB. Neste congresso foram aprovados os estatutos e a estrutura interna da organização integralista.
Com a reconstitucionalização do país, nas eleições de outubro de 1934, foi eleito deputado estadual à Assembleia Constituinte de São Paulo pelo Partido Republicano Paulista (PRP), passando a integrar a comissão que elaborou a constituição estadual. Em 1935 graduou-se em Direito. Em abril de 1937, casou-se com Maria Amélia Salgado, filha de Plínio Salgado.
Durante esse período, como jornalista, foi editor do semanário A Offensiva, que se tornou o principal jornal da AIB sob a direção de José Madeira de Freitas.
Após a chegada do Estado Novo, a 10 de novembro de 1937, no mês seguinte é encerrada a AIB juntamente com outros partidos políticos. Loureiro Júnior participou do Levante Integralista que eclodiu em maio de 1938 com o apoio de opositores liberais, cujo objetivo era restaurar o regime constitucional e acabar com a ditadura de Getúlio Vargas. Após a derrota do movimento, Loureiro Júnior, que pertencia ao Conselho Supremo da AIB, foi preso em janeiro de 1939, junto com seu sogro, Plínio Salgado.
Após o fim da ditadura varguista, voltou à política nas eleições de janeiro de 1947, sendo eleito deputado estadual por São Paulo, pelo Partido de Representação Popular (PRP), assumindo o mandato dois meses depois. Nas eleições de outubro de 1950, conquistou a posição de primeiro suplente de deputado federal por São Paulo no Partido Social Progressista (PSP). Chamado para preencher o cargo vago de Moura Resende, ocupou a cadeira de deputado federal de fevereiro a março de 1951, tendo sido nomeado Secretário da Justiça e Negócios Interiores do Estado de São Paulo durante o governo Lucas Nogueira Garcez (1951-1955). Nesse cargo, desenvolveu o Serviço Estadual de Amparo aos Menores Abandonados e dirigiu a criação de uma entidade privada dedicada à recuperação de meninas adolescentes, iniciativa considerada exemplar pelos técnicos do Seminário Latino-Americano sobre Prevenção dos Delitos, promovido pela Organização das Nações Unidas (ONU). Permaneceu neste cargo até setembro de 1953, quando retornou à atividade parlamentar.
Nas eleições de outubro de 1954, foi eleito deputado federal por São Paulo com o apoio da coligação formada pelo Partido Social Democrático (PSD) e pelo Partido Republicano (PR). Nesta segunda legislatura exerceu a vice-liderança da Maioria e a liderança geral das Comissões da Câmara.
Disputou o cargo de prefeito de São Paulo na eleição suplementar de 1955, tendo João Carlos Fairbanks como candidato à vice-prefeito, terminado em 5.º lugar.
Após o fim da legislatura, em janeiro de 1959, assumiu o cargo de diretor da Caixa Econômica Federal de São Paulo, exercendo o cargo até 1963. Em 1964 e 1965 foi diretor do Banco do Estado de São Paulo.
Professor contratado de Processo Judiciário Civil, na Faculdade de Direito do Rio de Janeiro, Loureiro Júnior assumiu a livre-docência de Direito Constitucional da Faculdade de Direito da Universidade de São Paulo em 1949. A partir de 1955 assumiu a cátedra, em substituição, da qual já era professor assistente. Sua indicação teve a votação unânime da Congregação da Faculdade.
Participou de diversas conferências e congressos internacionais, como representante ou integrante da representação brasileira. Entre eles, destacam-se: Congresso Penal e Penitenciário Hispano-Luso-Americano e Filipino, em Madri, 1951. Nessa época foi eleito presidente da Comissão Organizadora do II Congresso, que se realizou em S. Paulo, 1952; Congresso Penal Penitenciário, da ONU, no Rio de Janeiro, 1953; Comissão Organizadora do II Congresso Nacional dos Municípios, realizado em São Vicente, 1953; membro da Comissão de Reforma Constitucional, 1963; I Congresso Latino-Americano de Banqueiros, Mar Del Plata, 1965.
Loureiro Júnior foi membro das seguintes sociedades científicas: Instituto de Criminologia da Argentina; Associação Brasileira de Prisões, Sociedade Brasileira de Criminologia e Ciência Penitenciária; Sociedade de Medicina Legal e Criminologia de São Paulo; Instituto dos Advogados de São Paulo e Instituto de Direito Público da Faculdade de Direito da Universidade de São Paulo.

## Obras publicadas
- São Paulo: vencidos? (1932)
- Evolução do conceito da moeda (tese) (1937)
- Os limites do município de Ibirá (1940)
- Um delito emocional (1941)
- Um suposto homicídio (1943)
- A imagem do Cristo na Assembléia Legislativa de São Paulo (1948)
- O controle da constitucionalidade das leis (tese) (1949)
- Da delegação legislativa
- A Calúnia como Arma Eleitoral (1957)
- O Golpe de Novembro e Outros Discurso (1957)
- Parlamentarismo e Presidencialismo (1962)
- Problemas do Direito Penal Positivo (1965)
- A representação Comercial Soviética em Face da Legislação Brasileira (1965)[1][2][3]